# Berar

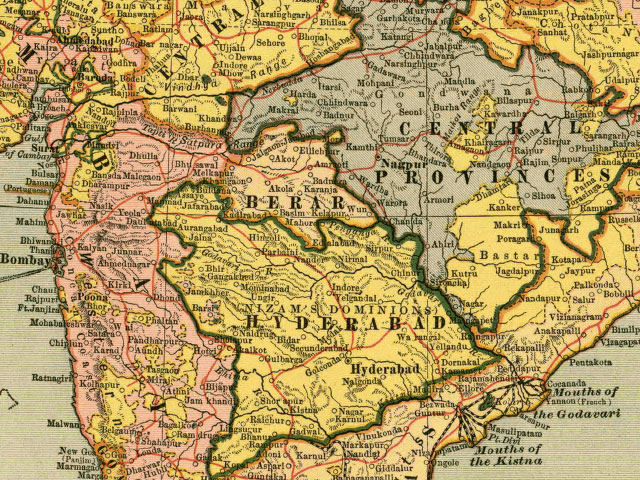
Regiunea Berar, India

Berar este o regiune istorică din India central-vestică. Situată în nordul actualei regiuni Maharashtra, s-a afirmat ca entitate politică distinctă după incursiunea armatelor musulmane din secolul al XIII-lea. A făcut parte din câteva regate musulmane, până când, după prăbușirea Imperiului Mogul, a ajuns sub conducerea regelui din Hyderabad. În 1853, a intrat sub dominație britanică și a fost pe rând atașată diferitelor provincii. Din 1960, face parte din statul Maharashtra. Regiunea cuprinde o zonă bogată în culturi de bumbac, în bazinul râului Purna.